# 吉姆萊特 (愛達荷州)
吉姆萊特（英語：Gimlet）是位於美國愛達荷州布萊恩縣的一個非建制地區。該地的面積和人口皆未知。

## 地理
吉姆萊特的座標為43°36′15″N 114°20′59″W / 43.60417°N 114.34972°W，而該地的平均海拔高度為1699米（即5574英尺）。